# Didymaotus lapidiformis
Didymaotus es un género monotípico de plantas suculentas perteneciente a la familia Aizoaceae. Su única especie: Didymaotus lapidiformis (Marloth) N.E.Br., es originaria de Sudáfrica.

## Descripción
Es una pequeña planta suculenta perennifolia que alcanza un tamaño de 6 cm de altura a una altitud de 630 - 910 metros en Sudáfrica.
Es una planta compacta, ramificada y raramente sobrevive durante la fase de reposo por lo general queda con un par de hojas individuales. De las hojas del follaje, un par de hojas es por lo general, un poco más grande que las otras. Las hojas de color verde grisáceo a rojizo, deltoide se fusionan en la base y la forma como se ve desde arriba es como la de un diamante . Tienen la misma longitud, anchura y altura con hasta 40 milímetros. Las  flores son fragantes y aparecen en los laterales.  Los aproximadamente 100 pétalos son de color púrpura con aproximadamente 200-230 estambres púrpuras. Los nectarios se fusionan en un anillo, y son como una corona de flores oscuras de color marrón-verde. La fruta es una cápsula se asemeja a las del género Titanopsis, que mide alrededor de 10 milímetros de diámetro y se mantienen en las plantas. Las semillas son redondeadas de color marrón amarillento.

## Taxonomía
Didymaotus lapidiformis fue descrito por (Marloth) N.E.Br. y publicado en The Gardeners' Chronicle, ser. 3 80: 149. 1926.
Etimología
Didymaotus: nombre genérico que deriva de las palabras griegas: δίδυμος (didymos) y aotos = "doble" y "blanco", y señala que a menudo aparecen simultáneamente dos flores en las plantas.
lapidiformis: epíteto latino que significa "con forma de piedra"
Sinonimia
- Mesembryanthemum lapidiforme Marloth basónimo